# Sound of Silver
Sound of Silver är LCD Soundsystems andra album, släppt i mars 2007. Låten All My Friends blev utsedd till 2000-talets näst bästa låt av Pitchfork Media.

## Låtlista
Alla låtar är skrivna och komponerade av James Murphy förutom där annat är angivet. 
| Nr | Titel                                                                    | Längd |
| -- | ------------------------------------------------------------------------ | ----- |
| 1. | Get Innocuous! (Murphy, Tyler Pope)                                      | 7:11  |
| 2. | Time to Get Away (Murphy, Pope, Pat Mahoney)                             | 4:11  |
| 3. | North American Scum                                                      | 5:25  |
| 4. | Someone Great                                                            | 6:25  |
| 5. | All My Friends (Murphy, Mahoney, Pope)                                   | 7:37  |
| 6. | Us v Them (Murphy, Mahoney, Pope)                                        | 8:29  |
| 7. | Watch the Tapes                                                          | 3:55  |
| 8. | Sound of Silver                                                          | 7:07  |
| 9. | New York, I Love You but You're Bringing Me Down (Murphy, Mahoney, Pope) | 5:35  |